# Bangsri (Ngariboyo)
Bangsri is een bestuurslaag in het regentschap Magetan van de provincie Oost-Java, Indonesië. Bangsri telt 2042 inwoners (volkstelling 2010).